# 難波内親王
難波内親王（なにわないしんのう）は、志貴皇子（施基親王）と紀橡姫の娘で、光仁天皇の同母姉妹。二品。
難波内親王の死は、皇后を廃されていた井上内親王と子の他戸親王の呪いによるとされ、井上内親王と他戸親王は幽閉された。

## 略歴
志貴皇子（施基親王）と紀橡姫の娘として生まれる。はじめ難波女王。祖父・紀諸人は従六位上だったので、資人（使用人、雑用人）の居ない環境で育ったと思われる。
天平19年（747年）正月、無位から従四位下に叙され、天平勝宝2年（750年）8月、従四位上に昇る。
宝亀元年（770年）に光仁天皇が即位すると、天皇は自身の兄弟姉妹を親王・内親王とし、難波女王も11月に内親王となった。四品から品位を進め、宝亀3年（772年）5月に三品、宝亀4年（773年）9月に二品で、同年10月14日に薨去。桑原王と佐伯今毛人を派遣して、喪事を監護させている。
難波内親王薨去の前年の宝亀3年（772年）、光仁天皇を呪詛したとして3月2日に皇后井上内親王が廃され、同年5月27日にはその子の他戸親王も皇太子を廃されていたが、難波内親王の死も廃后・井上内親王の呪詛によるものとされ、内親王の死から5日後の10月19日井上内親王と他戸親王は大和国宇智郡の没官の邸に幽閉され、宝亀6年（775年）4月27日に両者とも同日に没した。